# Naissance en 1013
Naissance
- 1009
- 1010
- 1011
- 1012
- 1013
- 1014
- 1015
- 1016
- 1017

Cette page dresse une liste de personnalités nées au cours de l'année 1013 :
- janvier : Abu Saeed Mubarak Makhzoomi (en), connu également en tant que Mubarak bin Ali Makhzoomi, 'Abu Saeed, Abu Sa'd al-Mubarak et Qazi Abu Sa'd al-Mubarak al-Mukharrimi, saint soufiste.
- 18 juillet : Herman de Reichenau, ou Hermann de Reichenau ou encore Hermannus Contractus, surnommé Hermann le Contrefait, moine, écolâtre, savant et hymnographe. Il aurait composé l’Alma Redemptoris Mater, le Salve Regina et peut-être l’Ave Regina.
- 15 août : Teishi, impératrice consort de l'empereur Go-Suzaku du Japon.

- Abu al-Walid al-Baji (en), également appelé Sulayman ibn Khalaf ibn Sa`d, Sa`dun ibn Ayyub, al-Qadi Abu al-Walid al-Tujaybi al-Andalusi al-Qurtubi al-Baji al-Tamimi al-Dhahabi al-Maliki, enseignant malikiste et poète.
- Isaac ben Jacob Alfassi, également appelé Ri"f (רי"ף, acronyme de Rav Itshak AlFasi), est un rabbin, décideur halakhique.
- Richezza de Pologne, reine consort de Hongrie.
- Sancha de León, reine de León.

## Crédit d'auteurs
- Cet article est partiellement ou en totalité issu de l'article intitulé « 1013 » (voir la liste des auteurs).